# 単位の換算
単位の換算（たんいのかんさん、Conversion of units）とは、ある大きさの量 Q をある単位 u1 で表した数値 q1 から、別の単位 u2 で表した数値 q2 を求めることである。この操作を、単位 u1 から単位  u2 への換算という。単位の換算のことを「単位換算」、「単位変換」、「単位の変換」ともいう。本項目では主に物理単位の換算を例に取って述べる。

## 単位換算の必要性
同じ物理量であったとしても、その値の大きさを定量的に示すために使われている単位が異なる場合がある。例えば長さを表現する単位としては、m のほかに、km 、光年、Å などの様々な単位がある。通常は、「太陽と地球の距離」と「Siの共有結合半径」を比較することよりも、「太陽と地球の距離」と「太陽と木星の距離」を比較することが多いことから、同一スケールの現象の比較に便利なように、同一スケールの現象を有効数字2桁程度で比較ができるような単位が用いられている。従って、「太陽と地球の距離」と「Siの共有結合半径」のように異なるスケールの現象を物理量の値に基づいて比較せねばならない場合には、通常は単位の換算が必要である。
物理学をはじめとした定量科学では、物理量の値同士の関係を数式で表すことが多い。物理量の値を表す数値同士の関係を表した等式を数値方程式という。しかし、ある単位で表された数値方程式に、異なる単位で表された数値を代入せねばならない場合がある。例えば、「m と kg と s を用いて表された公式」に、「mm と g と min で表された数値」を代入せねばならない場合がある。このような場合にも、単位の換算を行う必要がある。

## 関連用語の定義
「物理量」に関する用語の定義は意外にも曖昧で、いくつかの異なる意味で使われているため、混乱をさけるため以下の用語を定義する。
物理量
「kg原器の重さ」、「光が1秒間にすすむ距離」、「Si原子の共有結合半径」、「地球の公転周期」、「光速」、「Ａ氏の体重」などのように客観的に測定でき、定量的な議論が可能な量であり、かつ物理、化学等の自然科学や工学における議論の対象になるもの。あるいはそれの実数倍。物理量のことを「物理量の値」ともいう。
物理量の種類
具体的な物理量それぞれを、「相互に比較できるか否か」に基づきグループ分けしたときのグループの名前。「長さ」、「時間」など。
単位
「kg原器の重さ」、「光が1秒間にすすむ距離」のように具体的な物理量そのもの、あるいはそれの実数倍として定められる物理量で、特に再現性よく、誤差が少なく測定できるものであり、これと同一の種類の物理量に属する物理量を測定する際の基準となるもの。
物理量の数値
「私の体重」のような具体的な物理量を、それと比較可能な単位と比較したときに、その単位の何倍であるかを示した数。私の体重が53 kgであるときには、53という（単位の付かない）実数が、物理量の数値である。
教科書によっては、本記事でいうところの「物理量の種類」や、「単位」のことを「物理量」としている場合、あるいは、どれを指しているかあいまいな場合もある。また、「物理量の値」という
用語は、物理量と同義でつかわれる場合が多いが、実は「物理量の数値」と同義で用いられることもある。

## 換算係数と換算表
同じ次元の物理量の2つの単位を u1 と u2 とすれば、どちらも定められた一定の大きさなので、両者の比 k は定数である。この比は単位の換算係数と呼ばれ、様々な単位間の換算係数を表にした換算表が知られている。ウィキペディアの単位の換算一覧には多くの物理量の換算表が記載されており、主な物理量の換算表は理科年表にも記載されている。また多くの物理学や化学の教科書には、主な物理量の換算表が付表として記載してあることが多い。また『単位の辞典』丸善にはメートル法以外の多くの単位についての換算表も記載されている。

## 物理量と単位の表記
物理量の測定とは、異なる物理量の値を2つとり、そのどちらか片方を基準とした時に、もう片方が基準としたほうの何倍になるかを決める行為である。このとき基準とした方の物理量を単位と呼ぶ

。
国際単位系（SI）の考え方では量の値（the value of a quantity）は数値（numerical value）と単位（unit）の積と捉えられ、そのように表現される。そして単位記号、量記号、数値記号はすべて通常の数式の演算規則に従う。
{\displaystyle Q=\mathrm {q} \,\mathrm {u} }　　(1-1)
例　{\displaystyle L=5\,\mathrm {m} }　　(1-1a)
ただし、ひとつの量の値（量の大きさ）を表す数値記号と単位記号との間には空白（space）が置かれ、この空白が積を表す記号になる。また、ひとつの組立単位の表現のなかでの単位記号同士の積は空白または中点（half-height dot）で表す。なお、単位記号には、その周囲の文書の様式に関係なく立体を用いると定められている。また量記号は一般に、イタリック体（斜体）の単独の活字で表される。
式(1-1)は各項が物理量を表す量方程式であるが、数値方程式として数値を表す表記方法には次のようなものが知られている。
{\displaystyle Q/\mathrm {u} =\mathrm {q} }　　(1-2)
例　{\displaystyle L/\mathrm {m} =5}　　(1-2a)
{\displaystyle \{Q\}_{\mathrm {u} }=\mathrm {q} }　　(1-3)
例　{\displaystyle \{L\}_{\mathrm {m} }=5}　　(1-3a)
{\displaystyle Q[\mathrm {u} ]=\mathrm {q} }　　(1-4)
{\displaystyle Q(\mathrm {u} )=\mathrm {q} }　　(1-4)'
例　{\displaystyle L[\mathrm {m} ]=5}　　(1-4a)
例　{\displaystyle L(\mathrm {m} )=5}　　(1-4a)'
式(1-2)はSIで定められている表記であり、式(1-1)を通常の数式の演算規則に従って変形すれば得られる。表の項目名を式(1-1)の左辺の形で表記すると、項目には単位なしの数値のみを書くことになり、各項目に全て単位を記す手間が省ける。
式(1-3)はJIS-Z8202で例示されている表記であるが、推奨されているわけではない。そもそも、「量方程式は単位の選び方には無関係であるという利点がある」ので、「通常は、量方程式を用いるのが望ましい」とされている。この表記は、SI規則に沿ったイタリック体の量記号を中括弧で囲むことで、量の値ではなく数値を表していることを明示し、下付添え字で単位を示している。
また式(1-4)の表記はその使用法にも一貫性がないとの指摘がある。実際、日本の初等中等教育の教科書では、括弧で囲んだ単位記号をSIにおける単位記号と同様に扱うかのような、以下の(1-5)のような表記も使われており、誤解の余地が生じやすい面がある。
{\displaystyle \mathrm {5\ [m],\quad 5\ (m)} }　　(1-5)
ただし、式(1-4)の記法を、(1-4)'にあるような、L(m) のような記法と均等と解釈した場合には、最近のPhysical Review Letters上の論文（例えば
）
でも頻繁に使用されていて、式(1-2)や式(1-3)のような記法は、（本来正式のはずだが）
原著論文上ではほとんど見かけられないものであるので、現状最も「無難」であろう。
（尚、(1-5)のような記法は、殆どみられない）

式(1-3)や式(1-4)の単位記号は量記号と一体となってひとつの数値変数を表しているのであり、単位記号だけを独立して移項したりできるものではない。式(1-4)の表記では量記号と単位記号の大きさが同等なので、式(1-3)に比べて両者が一体であることを失念する可能性が高いかも知れない。

## SI方式による換算
単位 u1 と u2 との換算係数を k とする。すなわち
{\displaystyle \mathrm {u} _{1}=\mathrm {k} \,\mathrm {u} _{2}}
とする。すると、通常の数式の演算規則に従って単位 u1 から単位 u2 への換算が行える。
{\displaystyle \mathrm {q} _{1}\,\mathrm {u} _{1}=\mathrm {q} _{1}\cdot \mathrm {k} \,\mathrm {u} _{2}}
このようにひとつの単位での表記から別のひとつの単位での表記への換算は単純である。特にSI接頭語（センチ (c)、ミリ (m)、マイクロ (µ)、ナノ (n)、キロ (k) など）を付けた単位のように換算係数が10の冪乗だけの場合は位取りだけで数値計算の必要もない。
{\displaystyle 123456\,\mathrm {mm} =12345.6\,\mathrm {cm} =123.456\,\mathrm {m} }
だがひとつの量の表記に複数の単位を同時に使い、しかもその複数の単位間の換算係数が10の冪乗ではない場合はやや計算が複雑になる。ヤード・ポンド法や尺貫法の関連する換算がその例である。またSI単位ではないが国際度量衡委員会（CIPM）でも認められている時間の単位、日 (d)、時間 (h)、分 (min) の関連する換算や、角度の単位の度 (ﾟ)、分 (')、秒 (") の関連する換算もその例である。なお時間のSI単位は秒 (s) であり角度のSI単位はラジアン (rad) である。
しかしひとつの量の表記に複数の単位を同時に使う場合でもSI方式に従えば、通常の数式の演算規則に従って変形してゆくだけで換算ができる。
- 例1. ヤードポンド法での表記からメートル法での表記への換算
{\displaystyle {\begin{aligned}50\,\mathrm {yd} \ 2\,\mathrm {ft} \ 3\,\mathrm {in} &=50(3\,\mathrm {ft} )+2\,\mathrm {ft} +3(1/12\,\mathrm {ft} )\\&=152.25\,\mathrm {ft} \\&=152.25\cdot (0.3048\,\mathrm {m} )\\&=46.4058\,\mathrm {m} \end{aligned}}}

この例のように伝統的な多くの単位系を含む異なる単位系の間の換算係数は、一般には整数値ではなく、正確な小数値として定められていないことさえ多い。このような異なる単位系の間の換算では、まず一方の単位系でひとつの単位のみの表記に変換し、次に他方の単位系でのひとつの単位に変換すると、桁数の多い換算係数を使う回数が少なくて済み、誤差も小さくできると考えられる。
- 例2. 秒表記から時間・分・秒による表記への変換
{\displaystyle {\begin{aligned}50000\,\mathrm {s} &=(833\cdot 60+20)\,\mathrm {s} \\&=833\cdot 60\,\mathrm {s} +20\,\mathrm {s} \\&=833\,\mathrm {min} +20\,\mathrm {s} \\&=(13\cdot 60+53)\,\mathrm {min} +20\,\mathrm {s} \\&=13\,\mathrm {h} +53\,\mathrm {min} +20\,\mathrm {s} \\&=13\,\mathrm {h} \ 53\,\mathrm {min} \ 20\,\mathrm {s} \end{aligned}}}

この例のように、小さな単位ひとつだけでの表記から複数単位への変換では商と余りを求める演算を繰り返すことになる。
また組立単位の換算を、そこに含まれる基本単位同士の換算係数から求めたいときも、通常の数式の演算規則に従って単位同士の積を行えばよい。
- 例3. キロメートル毎時からメートル毎秒への変換
{\displaystyle {\begin{aligned}5\,\mathrm {km/h} &=5\cdot ((\mathrm {km} )/(\mathrm {h} ))\\&=5\cdot (1000\,\mathrm {m} )/(3600\,\mathrm {s} )\\&=5\cdot (1000/3600)\cdot (\mathrm {m} )/(\mathrm {s} )\\&\approx 1.389\,\mathrm {m/s} \end{aligned}}}
- 例4. 密度の単位の lb⋅ft−3（ポンド毎立方フィート）から g⋅cm−3（グラム毎立方センチメートル）への変換
見やすくするために換算係数を次の記号で表しておく。
{\displaystyle 1\,\mathrm {ft} =\mathrm {k_{ft}\ m} }　　ここで、　{\displaystyle \mathrm {k_{ft}} =0.3048}
{\displaystyle 1\,\mathrm {lb} =\mathrm {k_{lb}\ kg} }　　ここで、　{\displaystyle \mathrm {k_{lb}} =0.45359237}
すると、
{\displaystyle {\begin{aligned}5\,\mathrm {lb\cdot ft^{-3}} &=5\cdot (\mathrm {(k_{lb}\ kg)\cdot (k_{ft}\ m)^{-3}} )\\&=5\cdot (\mathrm {k_{lb}\cdot k_{ft}^{-3}} \cdot \mathrm {kg\cdot m^{-3}} )\\&=5\cdot \mathrm {k_{lb}\cdot k_{ft}^{-3}} \cdot \mathrm {(1000\ g)\cdot (100\ cm)^{-3}} )\\&=5\cdot \mathrm {k_{lb}\cdot k_{ft}^{-3}} \cdot (1000\cdot 100^{-3})\mathrm {g\cdot cm^{-3}} \\&=0.005\cdot \mathrm {k_{lb}\cdot k_{ft}^{-3}} \,\mathrm {g\cdot cm^{-3}} \\&\approx 0.0800923\,\mathrm {g\cdot cm^{-3}} \end{aligned}}}

## 変換率方式による換算
次の方法は、英語圏の大学初年級の教科書によく載っている。例えば、

この手順はミスが少なく複雑な場合にも計算が複雑になりにくいとされ、機械的でミスが少ないので実務家向けには良い方法とされている。なお、この方法でもSI方式と同様に、単位記号はすべて物理量（の大きさ）を表していて、単位記号と数値記号はすべて通常の数式の演算規則に従う。
単位 u1 と単位 u2 が同じ物理量を表す単位であり換算係数が k であることは次式で表せる。
{\displaystyle \mathrm {u} _{1}=\mathrm {k\ u} _{2}}
変形すると、次の式が得られる。
{\displaystyle 1={\frac {\mathrm {k\ u} _{2}}{\mathrm {u} _{1}}}={\frac {\mathrm {u} _{1}}{\mathrm {k\ u} _{2}}}}
この関係を使い、変換元の単位や量に1を次々と掛ける形式で計算する。ここで掛ける分数の形の係数を変換率または変換比と呼ぶ。
{\displaystyle \left\{{\begin{aligned}&\mathrm {a} \,\mathrm {u} _{1}=\mathrm {a} \cdot 1\,\mathrm {u} _{1}=\mathrm {a} \ {\frac {\mathrm {k\ u} _{2}}{\mathrm {u} _{1}}}\mathrm {u} _{1}=\mathrm {a\cdot k} \,\mathrm {u} _{2}\\&\mathrm {b} \,\mathrm {u} _{2}=\mathrm {b} \cdot 1\,\mathrm {u} _{2}=\mathrm {b} \ {\frac {\mathrm {u} _{1}}{\mathrm {k\ u} _{2}}}\mathrm {u} _{2}={\frac {\mathrm {b} }{\mathrm {k} }}\,\mathrm {u} _{1}\\\end{aligned}}\right.}
組立単位の変換では次の例題のように複数の変換率を掛ければよい。
- 例1. キロメートル毎時 (km⋅h−1 ) からメートル毎秒 (m⋅s−1) への変換
{\displaystyle {\begin{aligned}5\,\mathrm {km\cdot h^{-1}} &=5\,\mathrm {km\cdot h^{-1}\cdot \left({\frac {1000\ m}{1\ km}}\right)\left({\frac {3600\ s}{1\ h}}\right)^{-1}} \\&=5\,\mathrm {\left(km{\frac {1000\ m}{1\ km}}\right)\left(h{\frac {3600\ s}{1\ h}}\right)^{-1}} \\&=5\cdot 1000\cdot 3600^{-1}\,\mathrm {m\cdot s^{-1}} \\&\approx 1.389\,\mathrm {m\cdot s^{-1}} \end{aligned}}}

また、多段階の変換を経て単位の換算を行う場合にも、変換率方式では最初の1行で全段階での変換が表記される。これは次の例題で示される。
- 例2. 1週間は何秒か？
{\displaystyle {\begin{aligned}1\,\mathrm {week} &=1\,\mathrm {week\ \left({\frac {7\ d}{1\ week}}\right)\left({\frac {24\ h}{1\ d}}\right)\left({\frac {60\ min}{1\ h}}\right)\left({\frac {60\ s}{1\ min}}\right)} \\&=1\cdot 7\cdot 24\cdot 60\cdot 60\,\mathrm {s} \\&=604800\,\mathrm {s} \end{aligned}}}
同じ例2を先に紹介したSI方式で解くと、次のようになる。
{\displaystyle {\begin{aligned}1\,\mathrm {week} &=1\cdot (7\,\mathrm {d} )\\&=1\cdot 7\cdot (24\,\mathrm {h} )\\&=1\cdot 7\cdot 24\cdot (60\,\mathrm {min} )\\&=1\cdot 7\cdot 24\cdot 60\cdot (60\,\mathrm {s} )\\&=1\cdot 7\cdot 24\cdot 60\cdot 60\,\mathrm {s} \\&=604800\ \mathrm {s} \end{aligned}}}

## 数値方程式における単位の換算

### 数値方程式とは
数値方程式では、物理量と単位の表記に述べた式(1-2), (1-3), (1-4) のような表記を使う。これを一般式で示すと、
{\displaystyle Y[\mathrm {U} ]=f({X_{1}}[\mathrm {U} _{1}],\dots ,{X_{n}}[\mathrm {U} _{n}])}
のように、左辺に示す1個の従属変数（統計学用語では目的変数）が、右辺に示す1個以上の独立変数（統計学用語では説明変数）の関数に等しいという等式になる。
すなわち、数値方程式とは、例えば
{\displaystyle F/\mathrm {N} =m/\mathrm {kg} \times \alpha /(\mathrm {m/s^{2}} )}　 (2-1a)
{\displaystyle \{F\}_{\mathrm {N} }=\{m\}_{\mathrm {kg} }\times \{\alpha \}_{\mathrm {m/s^{2}} }}　 (2-1b)
{\displaystyle F[\mathrm {N} ]=m[\mathrm {kg} ]\times \alpha [\mathrm {m/s^{2}} ]}　 (2-1c)
のように、物理量の値（物理量の大きさ）を表す数値同士の関係を示した数式、つまり等式ないし不等式である。すなわち数値方程式の各項は物理量の値（物理量の大きさ）ではなく数値である。特によく使われるのは、左辺が単一項の等式であり、これは右辺の複数の数値から左辺の単一の数値を導く方法を示した式になっている。例えば式(2-1)は、「加速度の値を単位 m/s2 で表現した数値」と「質量の値を kg で表現した数値」から「力の値を N で表現した数値」を導き出す。

### 数値方程式の単位の換算
数値方程式は使用する単位に依存するので、与えられた数値方程式に使われている単位と問題の中で使われている単位とが異なるときは、単位の換算が必要になる。数値方程式の単位を換えるときにも量方程式から通常の数式の演算規則に従って単位の換算を行い、その結果から数値方程式を作成することができる。
具体的には、以下のように考えればよい。
L を物理量とした場合、
1. 考え方1
{\displaystyle L[{\mathrm {u} }_{1}]\ {\mathrm {u} }_{1}=L[{\mathrm {u} }_{2}]\ {\mathrm {u} }_{2}}　(3-1)
2. 考え方2
{\displaystyle {\mathrm {u} }_{1}=\alpha \ {\mathrm {u} }_{2}}　(3-2a)
{\displaystyle \Leftrightarrow L[{\mathrm {u} }_{1}]=(1/\alpha )\cdot L[{\mathrm {u} }_{2}]}　(3-2b)
{\displaystyle \Leftrightarrow L[{\mathrm {u} }_{2}]=\alpha \cdot L[{\mathrm {u} }_{1}]}　(3-2c)
{\displaystyle \Leftrightarrow {\frac {L[{\mathrm {u} }_{2}]}{L[{\mathrm {u} }_{1}]}}={\frac {{\mathrm {u} }_{1}}{{\mathrm {u} }_{2}}}=\alpha }

式(3-1)については、L [u1] u1 や L [u2] u2 が「物理量」であり、L [u1] や L [u2] は物理量の値であり、u1 や u2 が単位であることを考えれば想到出来よう。
もっと言えば、物理量 L が、物理量の値と、単位の積として、
{\displaystyle L=L[{\mathrm {u} }_{1}]\ {\mathrm {u} }_{1}=L[{\mathrm {u} }_{2}]\ {\mathrm {u} }_{2}}
書かれるという、物理量の「定義」そのものを言っているに過ぎない。
例解するならば
家から学校までの距離 = 5 km = 5000 m
のように言っているにすぎない。この例においては、
L = 家から学校までの距離
{\displaystyle L[{\mathrm {u} }_{1}]=5}
{\displaystyle {\mathrm {u} }_{1}=\mathrm {km} }
{\displaystyle L[{\mathrm {u} }_{2}]=5000}
{\displaystyle {\mathrm {u} }_{2}=\mathrm {m} }
である。
式(3-2)については、以下のように考えればよい。
{\displaystyle {\mathrm {u} }_{1}=\alpha \ {\mathrm {u} }_{2}}
であれば、
{\displaystyle L[{\mathrm {u} }_{1}]=1\Leftrightarrow L[{\mathrm {u} }_{2}]=\alpha }
である。従って、
{\displaystyle L[{\mathrm {u} }_{1}]=x\Leftrightarrow L[{\mathrm {u} }_{2}]=\alpha x}
であり、
{\displaystyle L[{\mathrm {u} }_{1}]=(1/\alpha )L[{\mathrm {u} }_{2}]}
{\displaystyle L[{\mathrm {u} }_{2}]=\alpha L[{\mathrm {u} }_{1}]}
である。
例解するならば、長さ L について
1 km = 1000 m
を用いて数値方程式の単位換算を考えた場合、
L [km] = 1 ⇔ L [m] = 1000
である。従って、
L [km] = x ⇔ L [m] = 1000x （x は任意実数）
であり、
L [km] = (1/1000)L [m]
L [m] = 1000L [km]
となる。

### 例
より複雑な場合、例えば式(2-1)が与えられたときに次の問題を解く場合も同様の考え方が可能である。
問題： 1 t（トン）の質量の物体に、1 km/h⋅s の加速度を与える力を、kN単位で求めたい。
- 解法1：式(3-1) または式(3-2)を用いて、それぞれの物理量について個別に換算して、後で元の式に代入する。まず個別に換算すると
{\displaystyle F[\mathrm {N} ]=m[\mathrm {kg} ]\cdot a[\mathrm {m/s^{2}} ]=m[\mathrm {kg} ]\cdot {\frac {L[\mathrm {m} ]}{\left({T_{1}}[\mathrm {s} ]\cdot {T_{2}}[\mathrm {s} ]\right)}}}　　　(4-1)
である。
式(3-1)より、
{\displaystyle F[\mathrm {N} ]\,\mathrm {N} =F[\mathrm {kN} ]\,\mathrm {kN} =1000F[\mathrm {kN} ]\,\mathrm {N} }
{\displaystyle m[\mathrm {kg} ]\,\mathrm {kg} =m[\mathrm {t} ]\,\mathrm {t} =m[\mathrm {t} ]1000\,\mathrm {kg} }
{\displaystyle L[\mathrm {m} ]\,\mathrm {m} =L[\mathrm {km} ]\,\mathrm {km} =L[\mathrm {km} ]1000\,\mathrm {m} }
{\displaystyle {T_{1}}[\mathrm {s} ]\,\mathrm {s} ={T_{1}}[\mathrm {h} ]\,\mathrm {h} ={T_{1}}[h]3600\,\mathrm {s} }
である。従って、物理量の値のみに着目すると、
{\displaystyle F[\mathrm {N} ]=1000F[\mathrm {kN} ]}
{\displaystyle m[\mathrm {kg} ]=1000m[\mathrm {t} ]}
{\displaystyle L[\mathrm {m} ]=1000L[\mathrm {km} ]}
{\displaystyle {T_{1}}[\mathrm {s} ]=3600{T_{1}}[\mathrm {h} ]}
が得られる。これらを式(4-1)に代入すると、
{\displaystyle 1000F[\mathrm {kN} ]=1000m[\mathrm {t} ]\cdot {\frac {1000L[\mathrm {km} ]}{\left(3600{T_{1}}[\mathrm {h} ]\cdot {T_{2}}[\mathrm {s} ]\right)}}}
となり、両辺約分すると、
{\displaystyle F[\mathrm {kN} ]={\frac {1}{3.6}}m[\mathrm {t} ]\cdot {\frac {L[\mathrm {km} ]}{\left({T_{1}}[\mathrm {h} ]\cdot {T_{2}}[\mathrm {s} ]\right)}}}
が得られる。
結論を、JIS/ISO流に数値項に示す単位情報を下付添え字で表す（これは単位そのものと誤認されにくくするためである。）と、
{\displaystyle {\begin{aligned}\{F\}_{\mathrm {kN} }&=(1/3.6)\cdot \{F\}_{\mathrm {t\cdot km\cdot h^{-1}\cdot s^{-1}} }\\&=(1/3.6)\cdot \{m\}_{\mathrm {t} }\cdot \{\alpha \}_{\mathrm {km\cdot h^{-1}\cdot s^{-1}} }\end{aligned}}}
となる。
- 解法2：式(3-1)または式(3-2)を用いて、量方程式から通常の数式の演算規則に従って、一斉に単位の換算を行う方法にて考える。まず、
{\displaystyle {\begin{aligned}1\,\mathrm {t\cdot km\cdot h^{-1}\cdot s^{-1}} &=\mathrm {(1000\ kg)\cdot (1000\ m)\cdot (3600\ s)^{-1}\cdot s^{-1}} \\&=(1000\cdot 1000\cdot 3600^{-1})\,\mathrm {kg\cdot m\cdot s^{-2}} \\&=(1000/3.6)\,\mathrm {N} \\&=(1/3.6)\,\mathrm {kN} \end{aligned}}}
すなわち、
{\displaystyle \mathrm {t\cdot km\cdot h^{-1}\cdot s^{-1}} =(1/3.6)\,\mathrm {kN} }
より、
{\displaystyle F[\mathrm {t\cdot km\cdot h^{-1}\cdot s^{-1}} ]=1\Leftrightarrow F[\mathrm {kN} ]=(1/3.6)}
または
{\displaystyle F[\mathrm {t\cdot km\cdot h^{-1}\cdot s^{-1}} ]=x\Leftrightarrow L[\mathrm {kN} ]=(1/3.6)x}
であり、従って、
{\displaystyle F[\mathrm {t\cdot km\cdot h^{-1}\cdot s^{-1}} ]=3.6\cdot F[\mathrm {kN} ]}
{\displaystyle F[\mathrm {kN} ]=(1/3.6)\cdot F[\mathrm {t\cdot km\cdot h^{-1}\cdot s^{-1}} ]}
となることが判る。

## 換算手順のいくつかとその比較
以下、「物理量の数値の換算」「数値方程式の単位換算」について説明する。

### 「物理量の値」の単位の換算
物理量の表記方法も、さまざまな流儀があるが、以下の記載では次の表記を採用した。
ある物理量の値そのものを表すときには、SI, ISO, JISに準拠した表記を使う。物理量と単位の表記に述べた式(1-1)のごとき表記である。
例えば、「時速360 km/hで飛行する飛行機の速さは、秒速に換算すると何 m/sになるか」という問題を例に取る。
先に述べた変換率方式での方法を具体的に上記の例題に適用すると、次の解法1の手順となる。
- 解法1：
{\displaystyle 1=\left({\frac {1000\,\mathrm {m} }{1\,\mathrm {km} }}\right)}
{\displaystyle 1={\frac {3600\,\mathrm {s} }{1\,\mathrm {h} }}}
より、
{\displaystyle 360\,\mathrm {km/h} =360\ {\frac {\left(\mathrm {km} \cdot 1\right)}{\left(\mathrm {h} \cdot 1\right)}}=360\ {\frac {\left(\mathrm {km} \cdot {\frac {1000\,\mathrm {m} }{1\,\mathrm {km} }}\right)}{\left(\mathrm {h} \cdot {\frac {3600\,\mathrm {s} }{1\,\mathrm {h} }}\right)}}=\left(360\cdot {\frac {1000\,\mathrm {m} }{3600\,\mathrm {s} }}\right)=100\,\mathrm {m/s} }

日本の小学校、中学校（方程式の単元）で習う方法は、大筋では以下の解法2または解法3のどちらかである。これらの方法は、計算過程を意識できるため、単位換算の計算過程を理解する上で良いとされる。どちらの方法も、数字も単位記号も通常の数式の演算規則に従っており、解法3はSI方式の換算で述べた方法とほぼ同じである。
- 解法2：
{\displaystyle 360\,\mathrm {km/h} =\mathrm {x\ m/h} }
{\displaystyle \mathrm {x\ m/h} =\mathrm {y\ m/s} }
と置くと、
{\displaystyle 360\,\mathrm {km} =\mathrm {x\ m} }
から、
{\displaystyle \mathrm {x} =360\times 1000=3600\times 10^{2}}
一方、
{\displaystyle \mathrm {y\ h} =\mathrm {x\ s} }
から、
{\displaystyle \mathrm {y} =3600\mathrm {x} =100}
よって、{\displaystyle 360\,\mathrm {km/h} =100\,\mathrm {m/s} }
- 解法3：
{\displaystyle 1\,\mathrm {km/h} =1000\,\mathrm {m/h} =1000\,\mathrm {m} /3600\,\mathrm {s} =(10/36)\,\mathrm {m/s} }>
よって
{\displaystyle 360\,\mathrm {km/h} ={\text{360}}\left(10/{\text{36}}\right)\,\mathrm {m/s} =100\,\mathrm {m/s} }

## 単位換算の紛らわしさ
以下、換算ミスについて記載するが、このテーマでは主観的概念が多くなりがちなので、いくつかの言葉の定義の目安を述べておく。
- 複雑である　　計算ステップが多いこと。複雑さは人間による計算ミスの一因になりうるが、全てではない。本稿では計算量理論におけるような厳密な定義は意図しない。
- 紛らわしい、間違いやすい　　人間による計算ミス(ヒューマンエラー)が生じやすいこと。個人の能力や体調にも左右されるため主観的評価となりやすいと考えられるが、ある計算手順が別の計算手順に比べて間違いやすいかどうかは統計的に測定可能であり、その要因も複雑さなどを含めて客観的に考察可能とも考えられる。

### 換算ミスの事例
異なる単位系で定式化された公式に数値を代入せねばならない事態が重なると、使用すべき単位を誤り結果の取り違いや計算ミスを犯す可能性がある。このミスは取り返しのつかない事態に至るまで気がつかないこともありうる。
- 福島第一原子力発電所事故に伴う2号機の異常に関し、東京電力が2011年3月16日午後4時におこなった記者会見で単位の換算ミスにより450 kPaを45 kPa として誤報し、一時混乱が発生した事件はそれにあたる[19][20][21]。
- エア・カナダ143便滑空事故 - 運航中の旅客機がエンジン停止状態となり緊急着陸した事故の原因は、給油時にメートル法とヤード・ポンド法との単位換算を誤ったことによる燃料切れだった。
- マーズ・クライメイト・オービター - メートル法とヤード・ポンド法との単位換算の設計ミスで、探査機が火星大気圏内に誤って突入し破壊された。

### 単位表記の紛らわしい点
量の大きさと数値との違いの理解が曖昧な場合は、量記号と数値記号とを混同して例えば以下の4つの等式の違いを紛らわしく感じたり、意味を誤解したりする可能性がある。
下記の4つの式は、内容は全く同じことを言っているが、両辺の項の意味は異なる。
- {\displaystyle \mathrm {1\ km=1000\ m} }　　(5-1)
- {\displaystyle \mathrm {x\ km=1000x\ m} }　　(5-2)
- {\displaystyle L[\mathrm {km} ]=L[\mathrm {m} ]/1000}　　(5-3)
- {\displaystyle \{L\}_{\mathrm {km} }=\{L\}_{\mathrm {m} }/1000}　　(5-4)

式(5-1)と式(5-2)の両辺は量を示しているが、式(5-3)と式(5-4)の両辺は数値を示していて、式(5-3)の [km] と [m] および式(5-4)の下付記号は記号 L の添え字というべきものである。式(5-1), (5-2)の単位記号とは異なり、式(5-3)の [km] と [m] は独立した記号として通常の数学記号と同様の演算規則に従うものではなく、L [km] という記号列が一体となってひとつの数値を表す変数記号を表している。括弧付き量記号と下付単位記号による式(5-4)の表記はISOやJISで数値方程式の項の表記として推奨されているものであり、式(5-3)の表記に比べて {L }km という記号列が一体であることが認識されやすいであろう。
つまり式(5-1), (5-2)は量方程式であり式(5-3), (5-4)は数値方程式なのだが、両者の違いを認識していない場合には、以下の式(5-1), (5-2)と式(5-3), (5-4)の係数のかかり方が逆であることに単位換算の紛らわしさを感じる可能性はある。

### 接頭語のかかりかたに関する紛らわしい点
数学で扱われる数式では一般に、ひとつの変数が1文字または1文字に上付きや下付きの添え字を付けた記号で表されることが多い。それゆえ接頭語付きの単位記号が2変数の積と誤解される可能性がありうる。また接頭語付きの単位記号は2文字でひとつの変数を表すことは理解していたとしても、1文字の単位記号もあるために、多数の単位記号の積を示す記号列が複数通りに解釈できてしまう可能性がある。
このような曖昧さを避けるために、SIの規則では、「積は空白（space）または中点（half-height dot）で表し、接頭語が単位記号と間違えられないようにする」と定めている。
また商を示すために斜線 (/) を複数回使うと、解釈が紛らわしくなる。そのためSIの規則では、「多くの単位記号が混在するときは、例えば括弧や負の指数を用いて、曖昧さを排除しなければならない。曖昧さを排除するための括弧が無い場合、一つの表現の中で斜線を複数回用いてはならない。」と定めている。
以上のような規則を守らない表記は、解釈が紛らわしく誤解の余地が生じる可能性がある。